# Mati (Filipiny)
Mati – miasto na Filipinach, na wyspie Mindanao, nad Zatoką Pujada. Liczy 141 tys. mieszkańców (2015). Jest regionalnym centrum handlu, portem i miejscem eksportu kopry i drewna. Znajduje się tu również lokalny port lotniczy.